# Hólmavíks flygplats
Hólmavíks flygplats är en flygplats i republiken Island. Den ligger i den västra delen av landet, 170 km norr om huvudstaden Reykjavik. Hólmavíks flygplats ligger 31 meter över havet.